# Subida al Naranco
La Subida al Naranco est une course cycliste espagnole créée en 1941, et dont l'arrivée est située au sommet du Monte Naranco, dans les Asturies.
Depuis 2005, elle fait partie de l'UCI Europe Tour, dans la catégorie 1.1. À partir de 2011, l'épreuve n'a plus lieu pour raisons économiques. Néanmoins, le parcours est conservé par le Tour des Asturies qui en fait son ultime étape à partir de 2011.

## Palmarès
| Année     | Vainqueur                | Deuxième                       | Troisième               |
| --------- | ------------------------ | ------------------------------ | ----------------------- |
| 1941      | Delio Rodríguez          | José Lahoz (es)                | Fermín Trueba           |
| 1942      | Fermín Trueba            | Martín Mancisidor              | José Jabardo            |
| 1943      | Delio Rodríguez          | José Lahoz (es)                | Fermín Trueba           |
| 1944      | Dalmacio Langarica       | Fermín Trueba                  | Cipriano Aguirrezábal   |
| 1945      | Fermín Trueba            | Martín Mancisidor              | José Gutiérrez          |
| 1946      | Fermín Trueba            | Martín Mancisidor              | Enrique Laguna          |
| 1947      | Jesús Loroño             | Luis Sánchez Huergo            | Enrique Laguna          |
| 1948-1959 | non-disputée             | non-disputée                   | non-disputée            |
| 1960      | Antonio Karmany          | Ángel Rodríguez López (es)     | Raúl Rey (es)           |
| 1961      | Antonio Barrutia         | Julio San Emeterio             | Eusebio Vélez           |
| 1962      | Raúl Rey (es)            | José Luis Talamillo            | Federico Bahamontes     |
| 1963      | Antonio Karmany          | Roberto Morales                | Federico Bahamontes     |
| 1964      | Federico Bahamontes      | Fernando Manzaneque            | Luís Otaño              |
| 1965      | Joaquín Galera           | Ventura Diaz                   | Antonio Gómez del Moral |
| 1966      | Domingo Perurena         | Julio Jiménez                  | Gregorio San Miguel     |
| 1967-1980 | non-disputée             | non-disputée                   | non-disputée            |
| 1981      | Marino Lejarreta         | Ángel Arroyo                   | Ismaël Lejarreta        |
| 1982      | Álvaro Pino              | Pedro Munoz                    | Ángel Arroyo            |
| 1983      | Vicente Belda            | Pedro Delgado                  | Jesús Rodríguez Magro   |
| 1984      | Vicente Belda            | José Patrocinio Jiménez        | Marino Lejarreta        |
| 1985      | Alirio Chizabas (es)     | Julián Gorospe                 | Jokin Mujika            |
| 1986      | Marino Lejarreta         | Pedro Delgado                  | Carlos Hernández Bailo  |
| 1987      | Peter Hilse              | Reimund Dietzen                | Álvaro Pino             |
| 1988      | Marino Alonso            | Vicente Belda                  | Reimund Dietzen         |
| 1989      | Peter Hilse              | Miguel Indurain                | Álvaro Pino             |
| 1990      | Laudelino Cubino         | Enrique Aja                    | Iñaki Gastón            |
| 1991      | Juan Carlos Romero (es)  | Oliverio Rincón                | Laudelino Cubino        |
| 1992      | Tony Rominger            | Francisco Javier Mauleón       | Laudelino Cubino        |
| 1993      | Jesús Montoya            | Oliverio Rincón                | José María Jiménez      |
| 1994      | José Manuel Uría         | Pedro Delgado                  | Julián Barcina          |
| 1995      | Abraham Olano            | Fernando Escartín              | José Manuel Uría        |
| 1996      | Francisco Javier Mauleón | Ramón González Arrieta         | Marcos Serrano          |
| 1997      | Roberto Heras            | José María Jiménez             | Daniel Clavero          |
| 1998      | José Luis Rubiera        | Roberto Heras                  | Aitor Osa               |
| 1999      | Santiago Blanco          | Miguel Ángel Martín Perdiguero | Roberto Laiseka         |
| 2000      | José Luis Rubiera        | Carlos Sastre                  | Fabian Jeker            |
| 2001      | Claus Michael Møller     | Óscar Sevilla                  | Eladio Jiménez          |
| 2002      | Gonzalo Bayarri          | Aitor Osa                      | Óscar Sevilla           |
| 2003      | Leonardo Piepoli         | Francisco Mancebo              | Alberto López de Munain |
| 2004      | Iban Mayo                | Miguel Ángel Martín Perdiguero | Leonardo Piepoli        |
| 2005      | Rinaldo Nocentini        | Jon Bru                        | Danail Petrov           |
| 2006      | Fortunato Baliani        | Kanstantsin Siutsou            | Eladio Jiménez          |
| 2007      | Koldo Gil                | Francisco Mancebo              | Pedro Arreitunandia     |
| 2008      | Xavier Tondo             | Koldo Gil                      | Stefano Garzelli        |
| 2009      | Romain Sicard            | Nuno Ribeiro                   | David López García      |
| 2010      | Santiago Pérez           | Andrés Antuña                  | Luis Felipe Laverde     |
| 2011-2012 | non-disputée             | non-disputée                   | non-disputée            |